# ROI
ROI (ang. return on investment, zwrot z inwestycji) – wskaźnik rentowności stosowany w celu zmierzenia efektywności działania przedsiębiorstwa, niezależnie od struktury jego majątku czy czynników nadzwyczajnych.
Metoda ROI służy do pomiaru bezwzględnej opłacalności dla wszystkich dostawców kapitału i może być interpretowana ekonomicznie jako stopa zwrotu z nakładów inwestycyjnych poniesionych na realizację danej inwestycji. Należy do grupy metod prostych, które zakładają, że nadwyżkowa korzyść netto z inwestycji mierzona jest memoriałowym zyskiem i wartość pieniądza w czasie jest stała. Metoda często jest wykorzystywana do oceny opłacalności projektów IT, marketingowych i szkoleniowych. Wykorzystywana jest również do oceny społecznej opłacalności projektów. W ostatnim z przytoczonych przykładów ROI określana jest jako SROI, czyli Social return on investment.
Algorytm metody ROI wyraża następujący wzór:
{\displaystyle {\text{ROI}}={\frac {\text{zysk operacyjny opodatkowany}}{\text{całkowite nakłady inwestycyjne}}}\cdot 100\%}
Ogólnie kryterium decyzyjne można sformułować w następujący sposób:
- {\displaystyle {\text{ROI}}\geqslant kgr} – inwestycja jest opłacalna,
- {\displaystyle {\text{ROI}}<kgr} – inwestycja jest nieopłacalna.

Jako wartość graniczną (kgr) w wypadku metody ROI można przyjąć zwrot z nakładów inwestycyjnych w branży ({\displaystyle {\text{ROI}}_{b}}), wówczas bezwzględne kryterium decyzyjne będzie można sformułować następująco:
- {\displaystyle {\text{ROI}}\geqslant {\text{ROI}}_{b}} – inwestycja jest opłacalna (akceptowalna),
- {\displaystyle {\text{ROI}}<{\text{ROI}}_{b}} – inwestycja jest nieopłacalna (nieakceptowalna).

Jednak coraz częściej jako kgr przyjmowany jest średni ważony koszt kapitału (WACC, albo dla całego przedsiębiorstwa, albo oszacowany jedynie dla kapitału zaangażowanego w inwestycję).
W takim przypadku kryterium decyzyjne ma postać:
- {\displaystyle {\text{ROI}}\geqslant {\text{WACC}}} – inwestycja jest opłacalna,
- {\displaystyle {\text{ROI}}<{\text{WACC}}} – inwestycja jest nieopłacalna.